# فدراسیون بسکتبال ترکیه
فدراسیون بسکتبال ترکیه (ترکی استانبولی: Türkiye Basketbol Federasyonu, TBF) نهاد اداره کننده ورزش بسکتبال در کشور ترکیه است. این فدراسیون که در سال ۱۹۵۹ تاسیس شده مقر آن در شهر استانبول قرار دارد.